# 大野晶子
大野 晶子（おおの あきこ）は、日本の翻訳家。
成城大学文芸学部芸術学科卒。英米のノンフィクションを訳してきたが、2008年以降ロマンスの翻訳が主となっている。

## 翻訳
- 『切り裂きジャックの日記』（シャーリー・ハリソン、同朋舎出版） 1994.10
- 『死後の世界からの声』（メアリー・T・ブラウン、同朋舎出版） 1994.12
- 『ダイアナ妃の恋』（アンナ・パステルナーク、同朋舎出版） 1994.11
- 『未来からの生還 臨死体験者が見た重大事件』（ダニオン・ブリンクリー、ポール・ペリー、同朋舎出版） 1994.10
- 『ある多重人格者の告白 マーダラス・メモリーズ』（ジーン・スモール・ブリンソン、同朋舎出版） 1995.6
- 『グース』（パトリシア・ハーミーズ、ソニー・マガジンズ） 1996.11
- 『メイキング・オブ・インデペンデンス・デイ』（レイチェル・エイバリー、フォルカー・エンゲル、ソニー・マガジンズ） 1996.12
- 『世界殺人者名鑑』（タイム・ライフ編、藤井留美共訳、同朋舎出版、True crimeシリーズ） 1996.4
- 『ザ・インターネット』（リオノ・フライシャー、ソニー・マガジンズ） 1996.1
- 『堕ちた証拠』（ロバート・デイリー、ソニー・マガジンズ） 1996.7
- 『ケーブルガイ』（ハリエット・グレイ、ソニー・マガジンズ文庫) 1996.9
- 『奇蹟の生還』（マーロン・ジョンソン、ジョセフ・オルシャン、永井明共訳、ソニー・マガジンズ） 1997.7
- 『女処刑人ジャネット』（A・J・ホールト、早川書房） 1997.9
- 『ブレードランナー3 レプリカントの夜』（K・W・ジーター、早川書房） 1997.12
のち文庫
- 『スピード・クイーンの告白』（スチュアート・オナン、ソニー・マガジンズ） 1998.7
- 『メッセージインアボトル』（ニコラス・スパークス、ソニー・マガジンズ） 1998.12
のちヴィレッジブックス
- 『最高のワインをめざして ロバート・モンダヴィ自伝』（ロバート・モンダヴィ、早川書房、ハヤカワ・ワインブック） 1999.11
- 『この世の時間すべて』（リズ・ニクルス、ソニー・マガジンズ） 1999.12
のちヴィレッジブックス
- 『上司と娼婦を殺したぼくの場合』（ジェイソン・スター、ソニー・マガジンズ） 1999.9
のち改題『あんな上司は死ねばいい』（ヴィレッジブックス）
- 『ファウジーヤの叫び』（ファウジーヤ・カシンジャ、レイリ・ミラー・バッシャー、ソニー・マガジンズ） 1999.3
のちヴィレッジブックス
- 『グラディエーター』（デューイ・グラム、ソニー・マガジンズ文庫) 2000.6
- 『イヴの七人の娘たち』（ブライアン・サイクス、ソニー・マガジンズ） 2001.11
のちヴィレッジブックス
- 『迷子になったわたしの惑星』（シャノン・オルソン、ソニー・マガジンズ） 2001.7
のちヴィレッジブックス
- 『ネットフォースエクスプローラーズ』（トム・クランシー、スティーヴ・ピチェニック、アスペクト） 2001.3
- 『クランベリー・クイーン』（キャスリーン・デマーコ、ハヤカワepi文庫） 2002.5
- 『ママだって恋したい!』（ジル・マクニール、ソニー・マガジンズ） 2003.2
のち改題『シングルママの恋と理想と台所』（ヴィレッジブックス）
- 『いつも「忙しい」を言い訳にする人たち』（ベス・ソーイ、ソニー・マガジンズ） 2003.3
のちヴィレッジブックス
- 『大きなケーキは人にゆずろう お金持ちになるための"母の教訓"』（バーバラ・コーコラン、ソニー・マガジンズ） 2003.10
のち改題『ゼロから出発!』（ヴィレッジブックス）
- 『キッド ぼくは虐待を生き抜いた』（ケヴィン・ルイス、日本放送出版協会） 2003.12
- 『アダムの呪い』（ブライアン・サイクス、ソニー・マガジンズ） 2004.5
のちヴィレッジブックス
- 『隣に棲む連続殺人犯』（ヘレン・モリソン、ハロルド・ゴールドバーグ、ソニー・マガジンズ） 2005.10
- 『人はなぜ恋に落ちるのか? 恋と愛情と性欲の脳科学』（ヘレン・フィッシャー、ソニー・マガジンズ） 2005.9
のちヴィレッジブックス
- 『娘をダメにする魔の母親遺伝子』（サンドラ・リシャース、講談社インターナショナル） 2005.11
- 『オリガ ロシア革命と中国国共内戦を生き抜いて』（ステファニー・ウィリアムズ、ソニー・マガジンズ） 2006.7
- 『片づけられないから忙しいんです。』（ランナ・ナコーネ、ヴィレッジブックス） 2007.11
- 『世界文学のスーパースター夏目漱石』（ダミアン・フラナガン、講談社インターナショナル） 2007.11
- 『エマジェネティックス 人の本質を"見抜く"科学』（ゲイル・ブラウニング、ヴィレッジブックス） 2008.2
- 『シャンパン・ロマンティック』（スーザン・マレリー、竹書房、ラズベリーブックス)  2008.5
- 『シークレット・ロマンティック』（スーザン・マレリー、竹書房、ラズベリーブックス)  2008.10
- 『危険な恋はプリンスと』（ドナ・コーフマン、宙出版、オーロラブックス)  2008.12
- 『戯れの恋におちて』（キャンディス・ハーン、二見文庫） 2009.7
- 『フェイス 二本足で生きる犬』（ジュード・ストリングフェロー、ヴィレッジブックス） 2009.6
- 『フォーエバー・ロマンティック』（スーザン・マレリー、竹書房、ラズベリーブックス） 2009.9
- 『ホームタウンに恋をして』（ローリ・フォスター、ヴィレッジブックス)  2010.8
- 『いにしえの真珠に愛を誓って』（ジャッキー・ダレサンドロ、竹書房、ラズベリーブックス） 2010.9
- 『出会いはハーモニーにのせて』（ローリ・フォスター、ヴィレッジブックス） 2011

| スタブアイコン | サブスタブ | この項目は、まだ閲覧者の調べものの参照としては役立たない、文人（小説家・詩人・歌人・俳人・作詞家・作家・放送作家・随筆家（コラムニスト）・文芸評論家）に関連した書きかけの項目です。この項目を加筆・訂正などしてくださる協力者を求めています（P:文学/PJ:作家）。 |